# 諾斯托克湖
諾斯托克湖（英語：Nostoc Lake）是南極洲的一座湖泊，位於科茨地，處於普羅文德山西南面1.9公里，由英聯邦探險隊繪入地圖，現時由南極條約體系管理。